# فتاة الجزيرة
فتاة الجزيرة هي صحيفة تأسست عام في يناير 1940 كأول صحيفة مستقلة في اليمن والجزيرة العربية. أسسها محمد علي لقمان.

## تاريخ الصحيفة
فتاة الجزيرة هو اسم أول صحيفه يمنية صدر العدد الأول منها في غرة يناير 1940 واستمرت حتي عام 1967 وكانت تحمل الترخيص رقم(1). بحلول أوائل عام 1941 انتشرت فتاة الجزيرة جميع أنحاء العالم العربي ،ومن مومباسا إلى سنغافورة ضمن الشتات العربي. وبعد الثورة في اليمن الشمالي أصبحت الصحيفة منبرا لحركة الأحرار اليمنيين وساهمت في الإكثار من المشاعر القومية العربية في جنوب شبه الجزيرة العربية.